# Le Val-Saint-Éloi
Le Val-Saint-Éloi là một xã ở tỉnh Haute-Saône trong vùng Bourgogne-Franche-Comté phía đông nước Pháp.